# Santolina insularis
Espèce
Santolina insularis, la Santoline sarde, est une espèce de plantes à fleurs dicotylédones de la famille des Asteraceae et de la sous-famille des Asteroideae, endémique de Sardaigne.
C'est un sous-arbrisseau grisâtre, tomenteux, aux feuilles très découpées et aux fleurs jaunes groupées en capitules.
Cette plante est proche de Santolina corsica, espèce endémique cyrno-sarde, avec laquelle elle peut être facilement confondue, toutefois la santoline corse, ne se trouve en Sardaigne que sur le monte Albo (it).

## Description
Les feuilles, grisâtres, sont divisées en nombreux lobes comme celles d'un cyprès. Les fleurs, jaune, sont regroupées en capitules hémisphériques, un peu comme l’immortelle, et se trouvent au bout de longues tiges.
Elles dégagent une odeur d'éther javellisée douçâtre.

## Distribution et habitat
L'aire de répartition originelle de Santolina insularis, espèce endémique exclusive de la Sardaigne, couvre une grande partie du secteur centre-est de l'île. L'espèce se rencontre aussi dans les zones du Sarrabus et de l'Iglesiente.
La plante croît sur différents types de substrat, principalement dans un environnement de garrigue aride et souvent dégradé. On la trouve entre 400 à 1 800 mètres d'altitude.

## Taxinomie

### Synonymes
Selon Catalogue of Life (10 juillet 2021) :
- Santolina chamaecyparissus ssp. insularis (Gennari ex Fiori) Yeo (1975)
- Santolina chamaecyparissus var. insularis Gennari ex Fiori
- Santolina insularis Gennari ex A.Terracc. (1933)